# Forze di polizia brasiliane

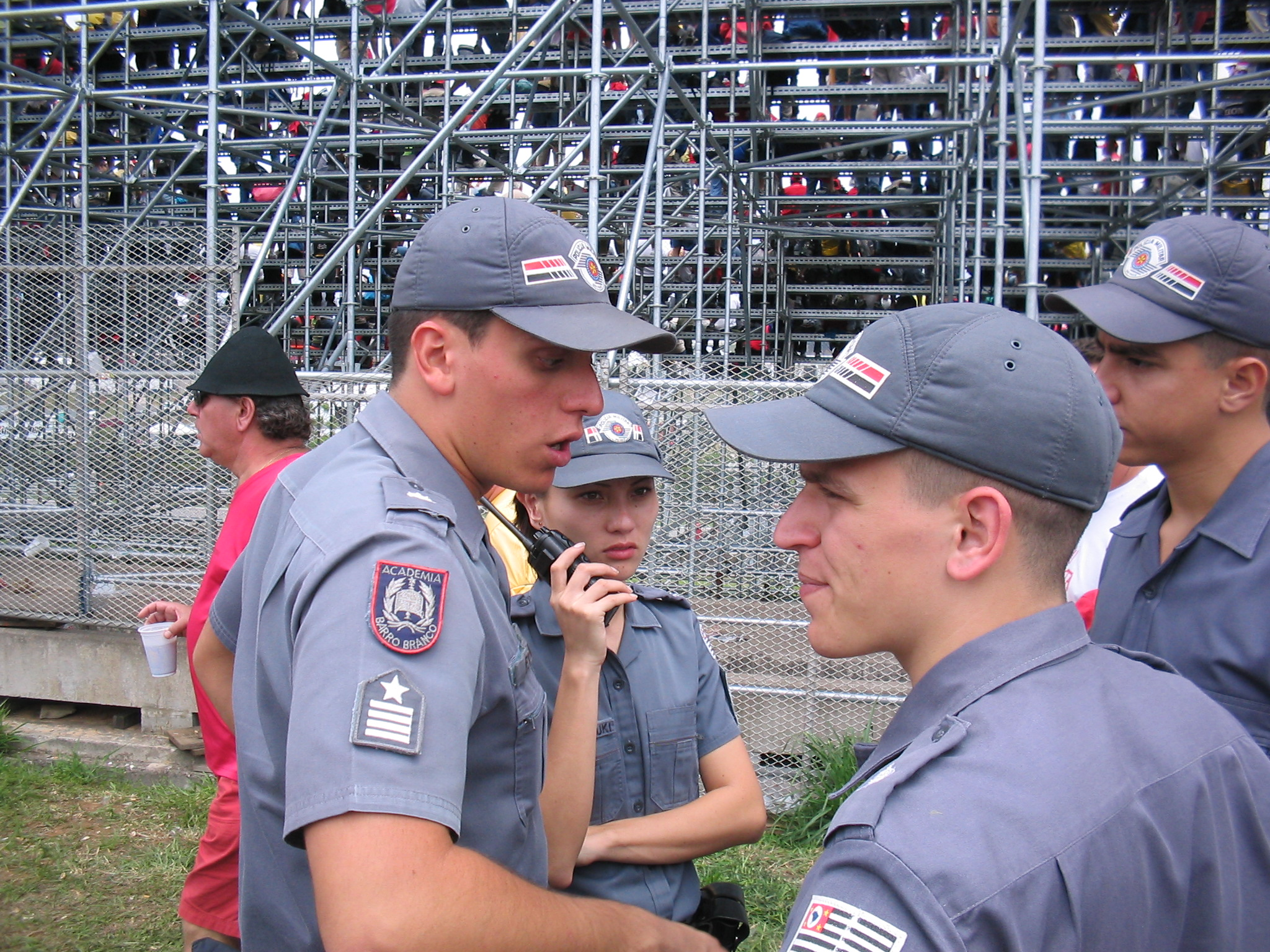
Membri dell'Accademia Morro Branco della Polizia Militare Brasiliana in uniforme di servizio presso l'autodromo di Interlagos.

Le forze di polizia brasiliane sono suddivise in 7 gruppi: due statali, quattro federali e uno locale. La polizia civile e la polizia militare sono entrambi statali; ogni stato brasiliano ha quindi due corpi di polizia.
Dipendono dal governo federale la polizia federale propriamente detta, polizia stradale e polizia ferroviaria. La Forza Nazionale di Sicurezza Pubblica è un corpo interforze e dipende direttamente dal ministero della giustizia, interviene solamente nei casi più gravi o violenti e nelle emergenze. Infine c'è la guardia municipale, che è una polizia armata subordinate alle singole città.
Lo stato del Rio Grande do Sul, a differenza degli altri stati, ha solo la Brigata Militare.

## Corpi federali

### Polícia Federal
Si occupa dei reati federali e dei crimini internazionali in tutto il territorio del Brasile. Risponde al Ministero della Giustizia ed è responsabile delle investigazione sui crimini giudicati dalla Giustizia federale.
Esercita anche la funzione di polizia giudiziaria, marittima, aeroportuale, doganale e si occupa dell'emissione dei passaporti.

### Polícia Rodoviária Federal

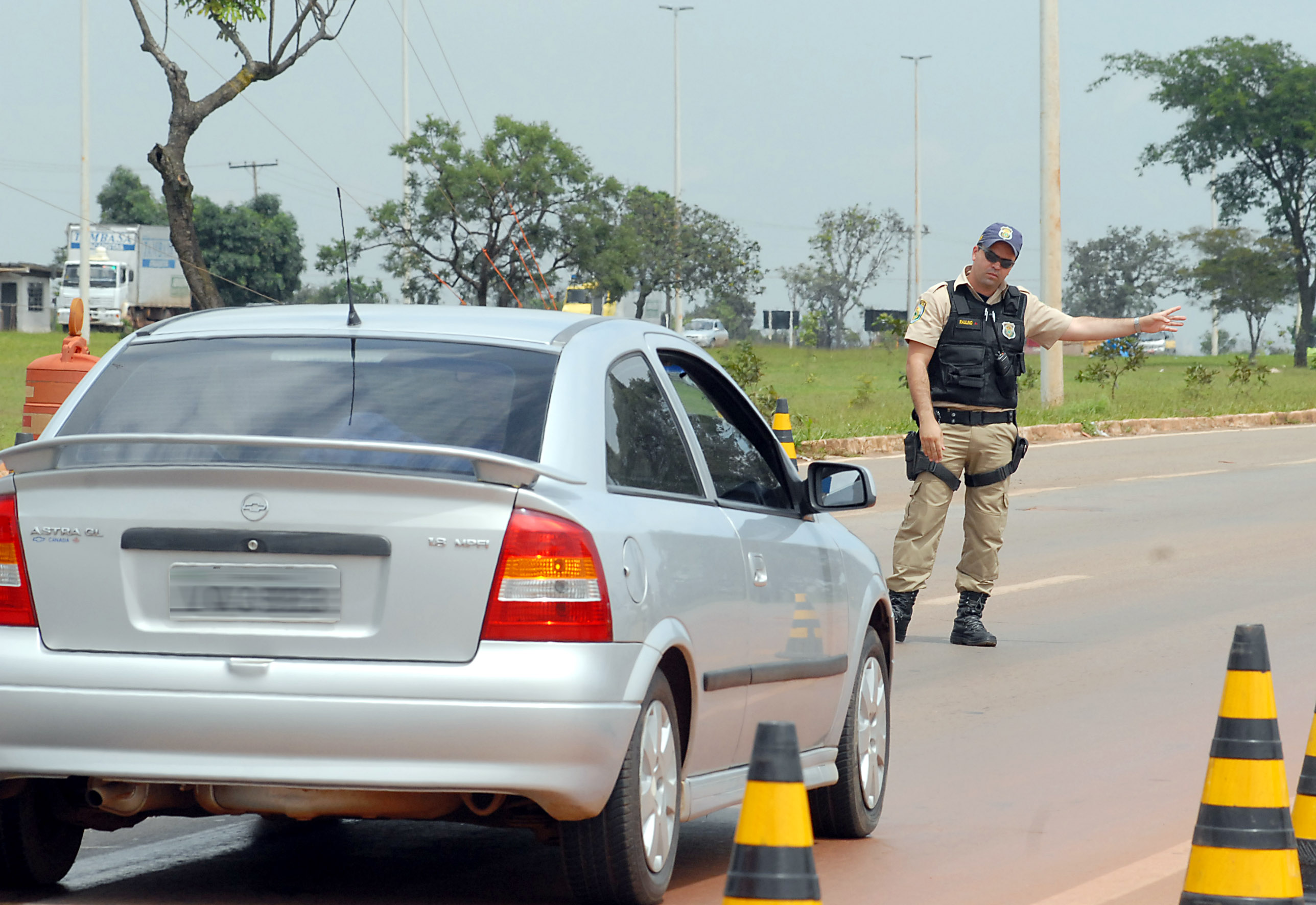
Agente della Polícia Rodoviária Federal al lavoro

Fu creata dal presidente Washington Luís Pereira de Sousa nel 1928 col nome di Polizia delle Strade.
Ha funzioni di polizia stradale in tutto il Brasile. Risponde all'apposito dipartimento e, oltre ad essere responsabile del pattugliamento delle strade statali, collabora alla lotta contro il traffico di droga, i furti d'auto e gli incidenti stradali.

### Polícia Ferroviária Federal
Ha funzioni di Polizia Ferroviaria.
Fu creata nel 1852 per ordine dell'imperatore Pietro II del Brasile.

## Corpi statali

### Polícia Civil
Vi sono 27 corpi di Policia Civil, uno per ogni Stato federato.
Ogni corpo è diretto da un Delegado-Geral de Polícia, che comanda i Delegados de Polícia locais. Questi è responsabile per ogni unità chiamata delegacia o anche Distrito Policial. Si occupa del lavoro forense e di investigazione in ogni singolo stato. Famosi sono i Grupo de Operações Táticas - GOT della polizia civile che avevano arrestato il terrorista rosso italiano Cesare Battisti.

### Polícia Militar
Ha funzioni di gendarmeria e come quella civile è subordinata ai Governatori degli Stati e del Distretto Federale (art. 144 § 6º della Costituzione Federale del 1988). Sono anche una forza ausiliaria dell'Esercito Brasiliano. La Polícia Militar di ognuni dei 27 stati è comandata da un ufficiale superiore col grado di colonnello, chiamato Comandante-Generale.
All'interno di ogni singolo corpo di PM sono inquadrati i vigili del fuoco brasiliani 
Si occupa del lavoro di prevenzione. Non svolge funzioni di polizia militare, affidata direttamente a Esercito, Marina e Aeronautica.

## Corpi locali

### Guarda Municipal
Ha funzioni di polizia locale. I singoli corpi si occupano della sicurezza locale nelle più grandi città del Brasile.

### Batalhão de Operações Policiais Especiais (BOPE)
Il Batalhão de Operações Policiais Especiais, è un gruppo di intervento speciale della Polícia Militar di Rio de Janeiro specializzato nell'effettuare incursioni sul territorio delle favelas ed in altre zone ad alto rischio.

## Interforze

### Força Nacional de Segurança Publica
È un corpo di forze speciali (teste di cuoio) interforze, con mandato federale, dipendente dal ministero della giustizia, che si occupa dei casi più difficili di lotta al terrorismo, alla droga, ma anche della repressione delle sommosse e dei tumulti.
Fu creato nel 2004 dal presidente Luiz Inácio Lula da Silva.

## Critiche sull'operato
La polizia brasiliana è stata criticata dalle principali organizzazioni per i diritti umani poiché utilizza nelle proprie operazioni anche armi pesanti. I media brasiliani hanno creato anche una discussione sull'utilizzo del caveirão (un mezzo blindato) durante le irruzioni nelle favelas.
Sono stati scoperti anche molti agenti di polizia corrotti o collusi col traffico di stupefacenti; altre critiche riguardano le efferatezze, vere o presunte, perpetrate a danno della popolazione delle favelas e dei bambini di strada (meninos da rua) nell'ambito di operazioni di sicurezza contro il crimine.
Questo operato potrebbe essere un retaggio degli anni della dittatura militare che ha governato il Brasile dal 1964 al 1985; altre possibili cause possono essere individuate nei bassi stipendi dei poliziotti e nella violenza generalizzata che sottopone gli stessi agenti a un carico di stress maggiore rispetto ai loro colleghi occidentali.
Altri sospetti trovati dalle organizzazioni per i diritti umani vanno nella direzione delle esecuzioni extragiudiziali e della tortura. Secondo molte persone tali pratiche violente sono spesso accettate perché considerate necessarie per contrastare gli alti livelli di criminalità del paese ma altre ritengono che siano l'esito di regolamenti di conti tra alcuni poliziotti corrotti ai fini del controllo delle bocas (centrali dello spaccio di stupefacenti all'interno delle favelas).
Il numero di persone uccise dalla polizia in situazioni ufficialmente registrate come "resistenza seguita da morte" ha raggiunto cifre alte negli Stati di Rio de Janeiro e San Paolo. Fra il 1999 e il 2004 sono stati registrati nei due stati quasi 9.000 casi di uccisioni da parte della polizia. Le indagini di queste uccisioni spesso non portano a nessuna incriminazione e sono in numero limitato (alcuni lo interpretano come impunità delle forze di polizia mentre altri ritengono che questa sia solo la conseguenza del livello di criminalità che c'è nel paese). Rimane alta l'incriminazione per omicidio per gli agenti di polizia in congedo.
Come risposta alle critiche gli Stati federati si sono concentrati sul garantire maggior addestramento alla polizia per permetterne un uso migliore ed evitare errori dovuti allo scarso addestramento da parte degli stessi poliziotti.

### Episodi di violenza contestati
Si possono individuare fondamentalmente questi episodi di violenza legati alla polizia brasiliana:
- Carcere di Carandiru: 12 ottobre 1992, uccisi 111 detenuti e feriti 130 nel corso di un'irruzione, causata da una rivolta, della Polícia Militar al suo interno; il colonnello Ubiratan Guimarães, responsabile dell'operazione, fu condannato in primo grado a 632 anni di carcere ma morì prima della sentenza definitiva;
- Notte della Candelaria: 22 luglio 1993, uccisi bambini di strada nelle favelas il 22 e nei giorni successivi; sospettata la Polícia Militar, non vi è stato nessun processo;
- 31 marzo 2005: uccise 29 persone a Rio de Janeiro e a Nova Iguaçu da squadre della morte della Polícia Militar; undici agenti (dieci attivi e uno in pensione) sono stati condannati dopo le indagini della Polícia Civil e della Polícia Federal;
- 22 giugno 2005: uccisi cinque giovani durante un conflitto a fuoco con la polizia; le indagini hanno assolto i poliziotti sostenendo che i cinque fossero narcotrafficanti;
- Attività di alcune "squadre della morte" nel nord-est.